# 楊寶楨
楊寶楨（1989年12月17日—），中華民國政治人物，台灣民眾黨。現為新竹市政府發言人。曾任基隆市政府政策推廣大使，台灣民眾黨發言人、台灣民眾黨立法院黨團副主任、今周刊記者及研究員、非凡新聞台記者及主持人、Hit FM聯播網《嗆新聞》節目主持人。國立政治大學歐洲語文學系德文組、企業管理學系雙學士畢業。
2022年曾參選第三選區（松山區、信義區）臺北市議員，最終落選。2023年出任台灣民眾黨立法院黨團副主任，於2024年2月19日召開記者會請辭發言人與立院黨團副主任兩項黨職。

## 生平

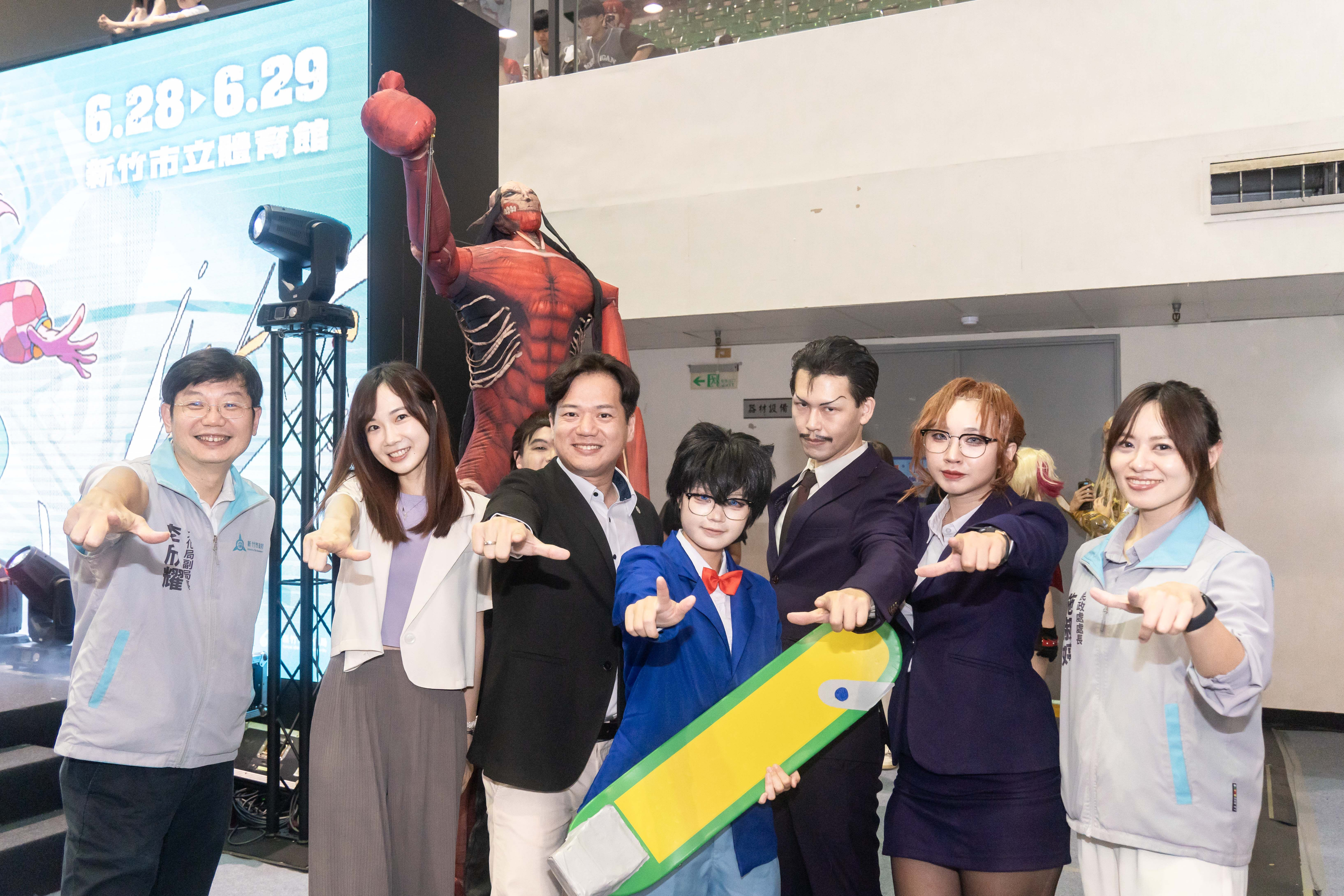
2025年6月29日新竹國際動漫節的發言人楊寶楨（左二）、代理市長邱臣遠（左三）、文化局副局長李欣耀（左一）、民政處長施淑婷（右一）等人。

楊寶楨高中就讀松山高中，大學進入了外國語文學院歐語系後再雙主修企管系。大學時期於政大之聲實習廣播電台擔任記者、主持人、製作人。。
2019年，楊寶楨參加台灣民眾黨區域立委的甄選，自薦參選臺中市第四選舉區，由蔡壁如、周榆修進行面試，不過後來因過去媒體業經驗而成為民眾黨中區發言人。
2022年，競選臺北市議員，被媒體稱為民眾黨四大美女政治人物（黃瀞瑩、楊寶楨、陳思宇及吳怡萱）之一。
2024年2月19日，總統大選後，辭去民眾黨發言人、民眾黨立院黨團副主任，回歸一般黨員。
2024年4月16日，基隆市市長謝國樑邀請楊寶楨於5月中就任2024基隆政策推廣大使，為基隆市政府的政策加強網路宣傳力道。
2025年5月29日，新竹市代理市長邱臣遠邀請楊寶楨於6月2日起為新竹市政府發言人。

## 主持作品
電視台
- 非凡新聞台《科技看非凡》主持人。
- 中天新聞台《寶楨選新聞》主持人。

廣播
- Hit FM聯播網《嗆新聞》主持人。

網路直播
- 台灣民眾黨Youtube頻道「民眾之聲」[13]《批踢踢開講》主持人，每星期二中午12:00播出。
- Youtube頻道「哏傳媒」[14]《有哏來爆》主持人，每星期四晚上9:00播出。

## 爭議

### 曾遭質疑為詐騙集團的「仟和億」任職
2019年7月，中國大陸上海「仟和億教育培訓」公司遭控詐欺，多名台籍分析師被捕。10月，一位前員工在電視上看到已經身為民眾黨發言人的楊寶楨，說出楊寶楨曾是仟和億主持人，「在7月公司出事之前就離開了，剛好躲過這一波。」
2022年1月，台北市議員苗博雅、林亮君等人發起「拒絕台北通強迫推銷」連署，拒絕台北市府強推台北通App的各項措施。楊寶楨酸苗博雅「買iPhone都會被騙，請問怎麼保護個資？」苗博雅回應「民眾黨派一個曾經為詐騙集團工作的人，來批評我曾經被詐騙，沒資格談個資保障。」苗表示自己被詐騙的案子早已循法律途徑把錢全部取回。並且拍攝影片與社會大眾分享經驗，做反詐騙的宣導。正因為這些經歷，更同理民眾希望保障隱私、保障資訊自主權的需求。自己從來沒酸過柯文哲兒子被詐騙15萬元無法拿回，也沒酸過民眾黨提名詐騙集團前員工選議員，是希望政壇能夠保持「就事論事、理性問政」的文化。

### 在節目上表示民進黨怕統一後被清算
楊寶楨在中天新聞台之節目上聲稱許多在中國工作的台灣朋友認為民進黨「政客」很怕統一後被清算。民進黨立委王定宇回應，按照民眾黨發言人的邏輯，「你們民眾黨的老闆這麼討好中共，就是為了不被清算嗎？」保護台灣不被中國併吞不是任何人怕被清算，是為了不讓我們自己和後代子孫活得像香港、新疆、西藏一樣，「是出於愛，不是怕。」文中並提到楊在詐騙集團「仟和億」擔任主持人的經歷。楊寶楨回應，她只是引述他人的說法。民眾黨在乎台灣的主體性，過去也不斷譴責中國軍機繞台。即便如此，民進黨的民意代表仍扣著一句節目上的發言貼上紅色標籤，讓她感到相當遺憾。不過，許多網友並不買單，認為在對話中，她已清楚表達了自己贊同這種說法。
前少將旅長表示，打從加入國軍開始，就不畏懼被解放軍標定或是恐嚇，「膽敢來侵略！我們就一定會毫不猶豫地反擊！」「國軍是『強者』不會退縮的！『清算』就留給『弱者』去擔憂吧！」顏擇雅表示，楊說她只是引述台商說法，但她在影片中說了「他們看得很清楚」，表示她讚許這說法；「我猜他們下場不會太好看」這句話，代表楊認定台灣被中國併吞是必然，沒有必要反抗。如果未來台灣被中國併吞，不只是民進黨的下場「不會好看」，民眾黨、國民黨、台商下場都不會太好看。包括薄熙來在內的一堆中共高官、馬雲和范冰冰下場都不好看了，「你是共產黨的誰，你為什麼覺得你自己下場會好看？」

### 成語雙關譏監察院長陳菊選擇性辦案
2022年2月，監察院公布調查報告，指出台北市政府輕忽疫情、未落實篩檢與匡列接觸者，以致引發病毒傳播，楊寶楨及黃瀞瑩在臉書分別留言「大菊為重」、「再重也要好好調查真相」等針對監察院長陳菊的言論。民進黨高雄市議員高閔琳表示，她對兩人身為女性還對女性發表充滿性別歧視和外貌羞辱的言語感到不悅。民進黨高雄市議員參選人蘇致榮表示，兩人的行為是歧視物化和外貌羞辱。引發爭議後，楊寶楨聲稱上述發言意思是「即使是大人物再重要也要好好調查真相」。
針對監察院長陳菊的「大菊」事件被上綱到歧視女性，國民黨市議員林燕祝、爭取國民黨市議員提名的姚正玉表示，政治人物真正要優先捍衛的是庶民女性尊嚴，搶著替位高權重的監察院長抱屈，那只是蹭選舉熱度。媒體人朱凱翔、國民黨高雄市黨部發言人呂謦煒指「大菊為重」指的是2年多前私菸案後時任總統府秘書長的陳菊不負責。有PTT鄉民以苗博雅曾在臉書發文用過該詞為由，認定「大菊為重」是綠營首先使用。

### 指控台北市議員有黨證免隔離
台北市議員簡舒培及苗博雅在2022年4月中旬，因參與周玉蔻主持之政論節目而需要進行居家隔離。楊寶楨於同月21日在臉書製圖並發文質疑兩人毋須被隔離，並發表「有黨證，免隔離？」、「雙標綠能你不能」等言論，該貼文在兩人解除隔離仍未刪除。柯文哲其後指出貼文內容不實，並要求「誰寫的誰負責就好了」。楊寶楨的貼文及其後的澄清引發大量負評，不少人批評她不願承認散播錯誤信息。楊寶楨則指出，此爭議是因為訊息揭露的時間差而引致。簡舒培在4月27日要求楊寶楨「今晚12點沒刪除，應該依照傳染病防治法移送法辦」，楊寶楨於時限前半小時撤下貼文。

## 選舉紀錄
| 年度 | 選舉屆數               | 選舉區           | 所屬政黨   | 得票數 | 得票率 | 當選標記 | 備註 |
| ---- | ---------------------- | ---------------- | ---------- | ------ | ------ | -------- | ---- |
| 2022 | 第十四屆臺北市議員選舉 | 臺北市第三選舉區 | 臺灣民眾黨 | 12,158 | 5.69%  |          |      |

## 外部連結
- 楊寶楨 Christina的Facebook專頁
- 楊寶楨的Instagram帳戶
- YouTube上的楊寶楨頻道 （页面存档备份，存于）